# Точки Аполлонія

Точки Аполлонія виділено зеленим

Точки Аполлонія (іноді ізодинамічні центри) — дві такі точки, відстані від яких до вершин трикутника обернено пропорційні сторонам, протилежним до цих вершин.

## Властивості
- Точки Аполлонія це центри інверсії, які перетворять даний трикутник у рівносторонній трикутник.
- Кола, побудовані як на діаметрі на відрізку, що з'єднує основи внутрішньої і зовнішньої бісектрис, випущених з одного кута, проходять через точки Аполлонія.
- Точки Аполлонія лежать на прямій, що з'єднує центр описаного кола з точкою Лемуана. Ця пряма називається віссю Брокара.
- Подерні трикутники точок Аполлонія правильні (іноді цю властивість приймають як визначення).
- Попередню властивість можна сформулювати інакше: три ортогональні проєкції точок Аполлонія на сторони даного трикутника є вершинами правильного трикутника.
- Точки Аполлонія ізогонально спряжені точкам Торрічеллі.
- Побудуємо дві прямі, кожна з яких проходить через точку Аполлонія і точку Торрічеллі, відмінну від ізогонально спряженої їй. Такі прямі перетнуться в точці перетину медіан (у центроїді трикутника).

Коло і точка Паррі. (G — центроїд, а J і K — точки Аполлонія трикутника ABC)

- Нехай ABC — трикутник на площині. Коло, що проходить через центроїд і дві точки Аполлонія трикутника ABC, називають колом Паррі трикутника ABC (на малюнку праворуч воно червоне). Воно також проходить через точку Паррі (червона точка в чорному кільці).
- Розглянемо три сфери, що дотикаються до площини в точках {\displaystyle A,B,C} і одна з одною зовнішнім чином. Якщо радіуси цих сфер рівні {\displaystyle x,y,z}, то {\displaystyle AB={\sqrt {xy}}} і т. д. Тому дві сфери, що дотикаються до трьох даних і площини, дотикатимуться до площини в точках Аполлонія.
- Кубика Нейберга - множина таких точок {\displaystyle X}, що {\displaystyle XX'\parallel OH} — прямої Ейлера (зафіксовано її нескінченно віддалену точку). На цій кубиці лежить більше 15 чудових точок, зокрема, точки Торрічеллі, Аполлонія, ортоцентр, центр описаного кола, вершини правильних трикутників, побудованих на сторонах (зовнішньо або внутрішньо), точки, симетричні вершинам відносно сторін, дві точки Ферма, дві ізодинамічні точки, нескінченна точка Ейлера, а також центри вписаного і зовнівписаного кіл, що лежать на всіх кубиках. У списку кубик плоского трикутника Берхарта Гіберта кубика Нейберга зазначена як K001[2].

## Примітка
1. ↑  Katarzyna Wilczek. The harmonic center of a trilateral and the Apollonius point of a triangle // Journal of Mathematics and Applications : journal. — 2010. — Vol. 32 (17 March). — P. 95—101.
2. ↑  K001 at Berhard Gibert's Cubics in the Triangle Plane// Архівована копія. Архів оригіналу за 20 серпня 2009. Процитовано 29 серпня 2021.{{cite web}}:  Обслуговування CS1: Сторінки з текстом «archived copy» як значення параметру title (посилання)